# Seuls (film, 2013)
Pour les articles homonymes, voir Seuls.
Pour plus de détails, voir Fiche technique et Distribution.
Seuls est un court métrage dramatique québécois écrit, produit et réalisé par Guillaume Boucher et William Robitaille. Le film aborde la solitude éprouvée par les jeunes victimes d'intimidation. Le film sort en 2013,.

## Synopsis
Seuls raconte l'histoire de deux jeunes, Anne (Charlotte Matte) et Nathan (Marc-André Trépanier) aux prises avec des problèmes d'intimidation.

## Fiche technique
- Réalisation  : Guillaume Boucher et William Robitaille
- Scénario : Guillaume Boucher et William Robitaille
- Coiffure et maquillage  : Marie-Chatelle Trudeau, Valérie Quevillon
- Photographie : Guillaume Boucher
- Son  : Julia Innes, Simon Léveillé et Dominik Heizmann
- Scripte : Amélie Boucher
- Musique  : Charles Gagnon & Michelle Sirois, May Wells (The Garlics)

## Distribution
- - Charlotte Matte (1er rôle)
  - Marc-André Trépanier (1er rôle)
  - Luka Limoges (2e rôle)
  - Alexandre Cabana (2e rôle)
  - Guillaume Myre (2e rôle)
  - Jean-Philippe Rivard (2e rôle)
  - Jérémy Laflamme (2e rôle)
  - Rose Provost (2e rôle)
  - Vanessa Pilon (2e rôle)
  - Gaetan Sauvageau (2e rôle)
  - Mélanie Alain (2e rôle)
  - Kémilia Laliberté (3e rôle)